# 李寿龄
李寿龄（1918年—1942年1月24日），山东邹平人。1937年12月，亲自参与成立了鲁北地区第一支抗日武装，即山东人民抗日救国军第五军。曾任中共邹长中心县委书记、清西办事处主任、寿光中心县委书记、清东地委组织部长、清中地委书记等职。

## 生平
李寿龄于1918年出生于山东邹平韩店乡旧口村，出生于铁路工人家庭。1933年，由济南转到长山中学第八级就读1935年考入山东省立济南第一师范学校，1期间参加綏遠抗戰罢课游行、募捐等革命活动。1936年，参加全国学生救国联合会和中华民族解放先锋队，并在济南一家报纸主持创办《晨钟》文艺副刊，借以唤醒民众。1937年，即七七事变发生之后，受中华民族解放先锋队派遣，在长山附小以教师身份为掩护开展抗日活动。期间，结识了姚仲明、廖容标等共产党人，不久，他即由姚仲明、赵明新介绍加入中国共产党。1937年12月23日，侵华日军从齐东县台子一带强渡黄河，入侵邹平、长山、齐东三县县境。24日，日军飞机轰炸邹平、长山两县县城。26日，长山中学党组织在长山县九区太平庄举行了黑铁山起义，宣告成立了鲁北地区第一支抗日武装，即山东人民抗日救国军第五军。
在黑铁山起义之后，李寿龄被派往长山六区任指导员，将该区的韩子衡部编入山东人民抗日救国军第五军。1938年1月，第五军夜袭长山城，之后1月19日，5军在小清河南岸安家庄，伏击日军汽艇。小清河伏击战后，5军将长山六区联庄会编为5军第19中队，韩子衡任队长，李寿龄任指导员。1939年5月，邹(平)、长(山)中心县委在焦桥区的孙家庄成立，李寿龄任县委书记，归中共清河特委领导。下辖：邹平、长山、桓台、齐东、章丘、历城等县党组织，中心县委活动在邹长地区，驻防在小清河北的胡家店，小清河南的焦桥，西董的由家河滩一带。1940年1月，李寿龄调任寿、昌、潍中心县委书记。1940年10月后，中共清东地委成立，李寿龄调任地委组织部长。1941年1月，李寿龄与益寿县委干部共100多人进驻东朱鹿村，突然被300多日、伪军（徐振中部）包围，史称“朱鹿事件”。1942年1月24日，李寿龄在寿光县东朱鹿村与日军作战突围时牺牲。

## 纪念
1984年起，黑铁山抗日武装起义旧址先后被淄博市列为市级、省级重点文物保护单位，1995年被山东省委确定为全省爱国教育基地。2001年，淄博市新修建了一座黑铁山起义纪念壁，其上刻有黑铁山起义英烈谱，记载着加黑铁山起义、牺牲时担任营级以上职务的56名著名英烈的事迹，其中包括李寿龄。2014年，被列入著名抗日英烈和英雄群体名录。